# Siamco

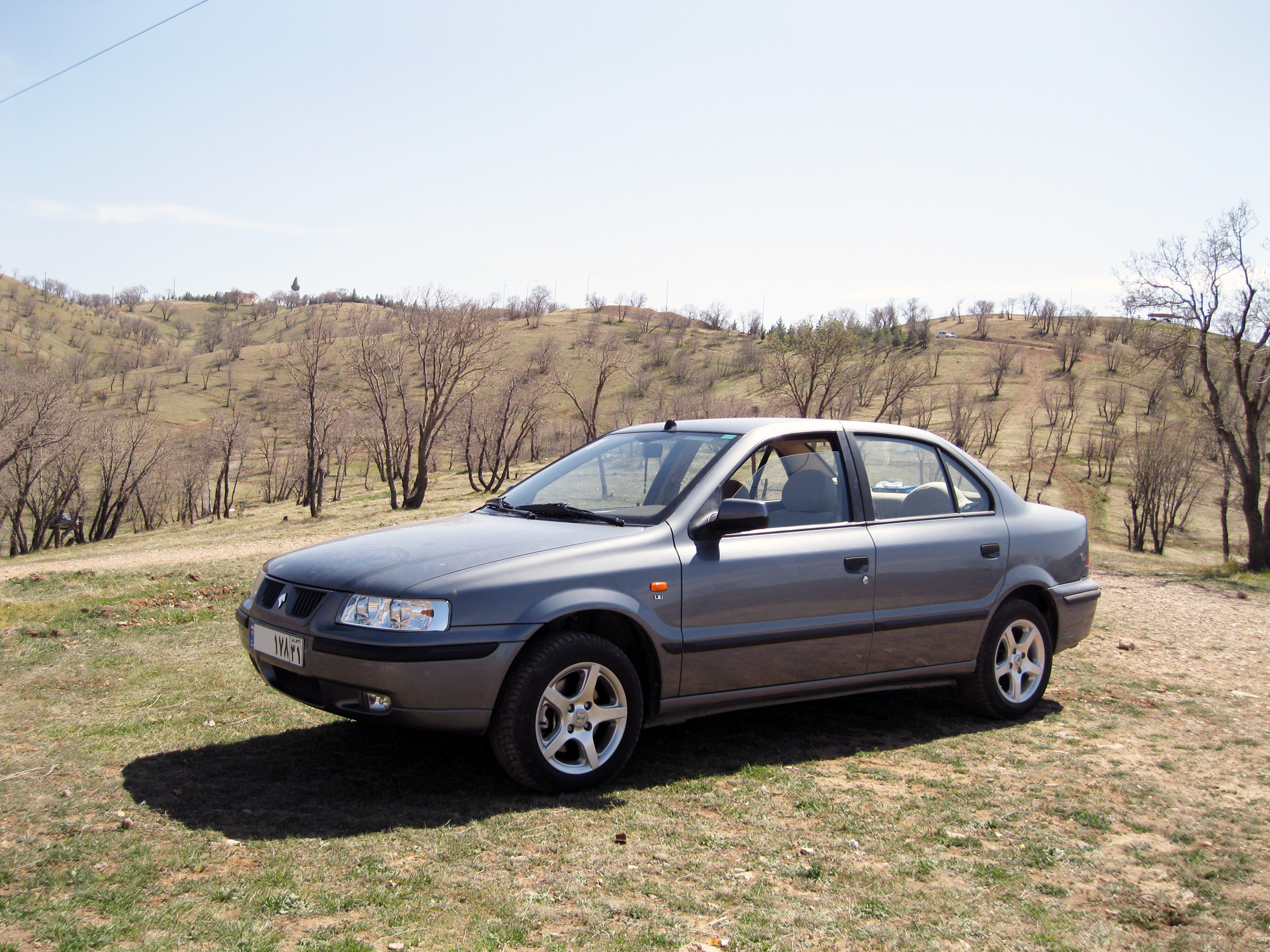
Die Fahrzeuge von Siamco entsprachen diesen IKCO Samand.

Siamco (arabisch سيامكو) war ein Automobilhersteller mit Sitz in der syrischen Industriestadt Adra. Gegründet wurde das Unternehmen im Spätjahr 2004 als ein Joint Venture zwischen der Iran Khodro (40 %), dem syrischen Ministerium für Industrie (35 %) und der Sultan Trading Company (25 %). Der gewählte Unternehmensname ist die Kurzform von Syrian-Iranian AutoMobile Company oder seltener Syria Samand Company. Siamco beschäftigte annähernd 350 Arbeitnehmer. Rund 60 Millionen US-Dollar wurden für die Errichtung des syrischen Werkes investiert.
Die Errichtung des Werkes fand während der Zeit des syrischen Auto-Booms statt, nachdem die syrische Regierung drei Jahre zuvor den Kauf von Mittelklassen-Automobilen für alle Bürger legalisiert hatte. So galt Syrien als ein wichtiger Absatzmarkt mit Wachstumspotenzial. Die einzigen lizenzierten Händler befanden sich in Harasta und Duma.
Im März 2007 nahm das Unternehmen mit dem Siamco Sham, einer Lizenzausgabe des IKCO Samand, die Produktion ihres ersten Modells auf. Der gewählte Modellname Sham steht für „Made in Syria“. Neben dem Standardmodell standen auch die Ausstattungslinien Ex und Lx zur Wahl. Pro Monat wurden 350 Fahrzeuge des Modells zusammengebaut. Im Juni 2012 begann eine Werkserweiterung, durch welche die maximale Kapazität auf 30.000 Einheiten pro Jahr erhöht werden sollte. Bis zu diesem Zeitpunkt hatte diese bei 240 Fahrzeugen pro Woche gelegen.
2012 endete die Produktion. Im März 2021 berichtete die iranische Nachrichtenagentur IRNA über Pläne, die iranisch-syrische Zusammenarbeit im Automobilbau wiederzubeleben.